# Tlikakila
La rivière Tlikakila (en anglais Tlikakila River, en dena'ina Łiq'a Qilanhtnu qui signifie littéralement « le fleuve où se trouvent des saumons »), est un cours d'eau d'Alaska, aux États-Unis, de 80 km de longueur et situé dans le borough de la péninsule de Kenai. Elle est située dans le parc national et réserve nationale de Lake Clark et elle est l'une des trois rivières sauvages du parc. La rivière coule vers le sud-ouest entre la chaîne d'Alaska et le lac Clark, drainant une zone d'environ 1 610 kilomètres carrés.